# Teatro Eduardo Kraichete
Teatro Eduardo Kraichete é um teatro localizado na Avenida Roberto Silveira, em Icaraí, cidade de Niterói. É parte do Espaço Cultural AMF/Unimed, mantido pela Associação Médica Fluminense (AMF) e a empresa Unimed.
A sala foi inaugurada em maio de 2006, após ter sido totalmente remodelada com projeto arquitetônico de Marcelo Reis, que trabalhou o interior do teatro nas cores preto e roxo. Tem capacidade para 330 lugares.

### Homenagem
O nome do teatro é uma referência ao médico Eduardo Chead Kraichete, que foi membro-fundador da Academia Fluminense de Medicina, que é a instituição que mantêm o teatro niteroiense. Kraichette, nascido em 5 de agosto de 1913, na cidade de Salvador, faleceu repentinamente em Niterói em 30 de agosto de 1983. Colaborou na construção da então Casa do Médico, cujo teatro posteriormente veio a receber seu nome.
Formado pela Faculdade de Medicina de Salvador, Eduardo Kraichette mudou-se para o Rio de Janeiro, se especializando em cardiologia; posteriormente começa a clinicar no Hospital Público da cidade de São Gonçalo. Também foi cardiologista no antigo Instituto de Aposentadoria e Pensão dos Industriários (IAPI).
Durante o governamento de Togo de Barros no Estado do Rio de Janeiro, Kraichette foi Secretário Estadual de Saúde entre 1958 a janeiro de 1959. Ocupou a presidência da Associação Médica Fluminense por duas vezes consecutivas, entre 1958 e 1964.
Em 1970 recebeu da Assembléia Legislativa do Estado do Rio de Janeiro o título de Cidadão Fluminense.